# 지구: 놀라운 하루
《지구: 놀라운 하루》(영어: Earth: One Amazing Day)는 2017년에 개봉한 영국의 영화이다.

## 캐스팅
한국어
- 이제훈 - 내레이션

영어
- 로버트 레드포드 - 내레이션

중국어
- 성룡 - 내레이션